# Sportåret 1992

## Händelser

### Amerikansk fotboll
- Washington Redskins besegrar Buffalo Bills med 37 – 24 i Super Bowl XXVI

#### NFL:s slutspel
- I slutspelet deltar från och med 1990 12 lag. I slutspelets omgång I deltar tre Wild Cards tillsammans med den tredje-seedade divisionssegraren. Lag 3 möter lag 6 och lag 4 möter lag 5. Lagen som seedats etta och tvåa går direkt till omgång II.

##### NFC (National Football Conference)
- - Lagen seedades enligt följande
- 1 San Francisco 49ers
- 2 Dallas Cowboys
- 3 Minnesota Vikings
- 4 New Orleans Saints (Wild Card)
- 5 Philadelphia Eagles (Wild Card)
- 6 Washington Redskins (Wild Card)
  - Omgång I (Wild Cards)
- Washington Redskins besegrar Minnesota Vikings med 24 – 7
- Philadelphia Eagles besegrar New Orleans Saints med 36 - 20

- - Omgång II
- San Francisco 49ers besegrar Washington Redskins med 20 – 13
- Dallas Cowboys besegrar Philadelphia Eagles med 34 - 10

- -     - Omgång III
- Dallas Cowboys besegrar San Francisco 49ers med 30 - 20 i NFC-finalen

##### AFC (American Football Conference)
- - Lagen seedades enligt följande
- 1 Pittsburgh Steelers
- 2 Miami Dolphins
- 3 San Diego Chargers
- 4 Buffalo Bills (Wild Card)
- 5 Houston Oilers (Wild Card)
- 6 Kansas City Chiefs (Wild Card)

- - Omgång I (Wild Cards)
- San Diego Chargers besegrar Kansas City Chiefs 17 – 0
- Buffalo Bills besegrar Houston Oilers 41 – 38 (efter förlängning)

- - Omgång II
- Buffalo Bills besegrar Pittsburgh Steelers med 24 – 3
- Miami Dolphins besegrar San Diego Chargers med 31 - 0

- -     - Omgång III
- Buffalo Bills besegrar Miami Dolphins med 29 - 10  i AFC-finalen

### Bandy
- 14 mars - Västerstrands AIK blir svenska dammästare efter finalvinst över Sandvikens AIK med 7-3 på Studenternas IP i Uppsala.[1]
- 15 mars - Vetlanda BK blir svenska herrmästare efter finalvinst över IF Boltic med 4-3 på Studenternas IP i Uppsala.[2][3]
- 6 juni - Ryssland inträder i Internationella bandyförbundet, som efterträdare till nyligen upplösta Sovjet.[4]
- Okänt datum – IK Sirius BK vinner Ljusdal World Cup genom att i finalen besegra Sandvikens AIK med 7-0.

### Baseboll
- 24 oktober - American League-mästarna Toronto Blue Jays vinner World Series med 4-2 i matcher över National League-mästarna Atlanta Braves.[5]

### Basket
- 14 juni - Chicago Bulls vinner NBA-finalserien mot Portland Trail Blazers.[6]
- 7 augusti - Förenade laget vinner den olympiska damturneringen i Barcelona genom att finalslå Kina med 76-66.[7]
- 8 augusti - USA vinner den olympiska herrturneringen i Barcelona genom att finalslå Kroatien med 117-85.[8]
- Södertälje BBK blir svenska mästare för herrar.
- Arvika Basket blir svenska mästare för damer.

### Bordtennis
- Jörgen Persson och Erik Lindh blir europamästare i herrdubbel genom att i finalen besegra Jan-Ove Waldner och Mikael Appelgren.
- Sverige segrar i lagtävlingen före Storbritannien i EM.

### Curling
- Schweiz vinner VM för herrar före Skottland samt  Kanada och USA på delad tredje plats. Sverige kommer på 7:e plats
- Sverige vinner VM för damer före USA samt Kanada och Schweiz på delad tredje plats.

### Cykel
- Gianni Bugno, Italien vinner landsvägsloppet i VM.
- Miguel Induráin, Spanien vinner Giro d'Italia
- Miguel Induráin, Spanien vinner Tour de France för andra året i rad
- Tony Rominger, Schweiz vinner Vuelta a España

### Fotboll
- 26 januari - Elfenbenskusten vinner afrikanska mästerskapet för herrar genom att besegra Ghana med 6–5 i finalen i Dakar.[9]
- 29 april - Ukraina spelar sin första officiella herrlandskamp i fotboll, då man i Uzjhorod förlorar med 1-3 mot Ungern.[10]
- 6 maj - SV Werder Bremen vinner Europeiska cupvinnarcupen genom att besegra AS Monaco med 2–0 i finalen på Estádio da Luz i Lissabon.[11]
- 9 maj - Liverpool FC vinner FA-cupfinalen mot Sunderland AFC med 2-0 på Wembley Stadium.[12]
- 13 maj - AFC Ajax vinner UEFA-cupen genom att besegra AC Torino i finalerna.[11]
- 20 maj - FC Barcelona vinner Europacupen för mästarlag genom att besegra UC Sampdoria med 1–0 i finalen på Wembley Stadium i London.[11]
- 26 juni - Danmark blir Europamästare för herrar genom att i finalen besegra Tyskland med 2-0 på Nya Ullevi i Göteborg.[13]
- 20 juli - Vitryssland spelar sin första officiella herrlandskamp i fotboll, då man i Vilnius spelar 1-1 mot Litauen.[14][15]
- 8 augusti – Spanien vinner den olympiska turneringen genom att vinna finalen mot Polen med 3-2 i Barcelona.[16]
- 8 november - Japan vinner asiatiska mästerskapet för herrar i Japan genom att besegra Saudiarabien med 1–0 i finalen.[17]
- Okänt datum – Älvsjö AIK vinner Svenska cupen för damer genom att finalslå Gideonsbergs IF med 2-1.[18]
- Okänt datum – Marco van Basten, Nederländerna, utses till Årets spelare i Europa och Världens bästa fotbollsspelare.
- Okänt datum – Diego Maradona, Argentina, utses till Årets spelare i Sydamerika av tidningen El Mundo.
- Okänt datum – Raí, Brasilien, utses till Årets spelare i Sydamerika av tidningen El País.
- Okänt datum – Abedi Pelé, Ghana, utses till Årets spelare i Afrika av tidningen France Football samt av Afrikanska fotbollsförbundet.
- Okänt datum – Wynton Rufer, Nya Zeeland, utses till Årets spelare i Oceanien för tredje gången.

#### Ligasegrare / resp. lands mästare
- Belgien - Club Brugge
- England - Leeds United FC
- Frankrike - Olympique de Marseille
- Italien - AC Milan
- Nederländerna – PSV Eindhoven
- Skottland - Rangers FC
- Portugal – FC Porto
- Spanien - FC Barcelona
- Sverige - AIK (herrar) Gideonsbergs IF (damer)
- Tyskland - VfB Stuttgart

### Friidrott
- 1 mars - Madina Biktagirova noterar nytt platsrekord under Los Angeles Marathon med tiden 2:26:23.[19]
- 19 maj – Stefan Johansson, Sverige sätter nytt världsrekord i Gång (20 km) med tiden 1 tim, 18,35.2 min vid tävlingar i Bergen
- 31 december - Simon Chemwoyo, Kenya vinner herrklassen och María del Carmen Díaz, Mexiko vinner damklassen vid Sylvesterloppet i São Paulo.[20]
- Ibrahim Hussein, Kenya vinner herrklassen vid Boston Marathon.[21] medan Olga Markova, Ryssland vinner damklassen.[22]
- Vid EM i friidrott inomhus uppnås följande svenska resultat:
  - Höjdhopp, herrar – 1. Patrik Sjöberg 2,38
  - Gång 5 000 m, herrar –  3. Stefan Johansson

### Golf

#### Herrar
- Mest vunna prispengar på PGA-touren:  Fred Couples, USA med 1 344 188$
- Mest vunna prispengar på Champions Tour (Senior-touren): Lee Trevino, USA med 1 027 002$

##### Majorstävlingar
- The Masters - Fred Couples, USA
- US Open - Tom Kite, USA
- British Open - Nick Faldo, England
- PGA Championship - Nick Price, Zimbabwe

#### Damer
- Mest vunna prispengar på LPGA-touren: Dottie Mochrie, USA med 693 335$

##### Majorstävlingar
- Kraft Nabisco Championship - Dottie Mochrie, USA
- LPGA Championship - Betsy King, USA
- US Womens Open - Patty Sheehan, USA
- Du Maurier Classic - Sherri Steinhauer, USA

### Handboll
- 19 januari – Sverige vinner World Cup genom att finalslå Jugoslavien med 28-23 i Stockholm medan Spanien slår Sovjet med 23-17-matchen om tredje pris på samma ort.[23]
- 18 april – Skånela IF:s vinner, i ett fullsatt Ekillahallen, SM-guld i handboll för damer.
- 8 augusti – De olympiska finalerna spelas i Barcelona. Förenade laget vinner herrfinalen mot Sverige med 22-20.[24] medan Sydkorea vinner damfinalen mot Norge med 28-21.[25]
- Ystads IF slår HK Drott och blir svenska herrmästare.

### Innebandy
- 21 februari - Norge spelar sin första officiella herrlandskamp i innebandy, då man i Godby åker på stryk mot innebandy med 2-12.[26]
- 5 april - IBK Lockerud blir svenska mästare för herrar genom att besegra Sjöstads IF med 2–1 i matcher i finalserien.[27]
- 16 maj - Danmark och Norge blir på kongressen i Baltenswil ordinarie medlemmar i IFF.[28]
- 1 juli - Det inre frislagskrysset avskaffas.[28]
- 21 november - Norge spelar sin första inofficiella damlandskamp i innebandy, då man i Arnestad besegrar ett åländskt kombinationslag med 3-2.[29]
- Okänt datum – VK Rasket blir svenska mästare för damer.

### Ishockey
- 4 januari - OSS vinner juniorvärldsmästerskapet i Füssen och Kaufbeuren före Sverige och USA.[30]
- 2 februari - Kanada vinner Sweden Hockey Games i Stockholm före Ryssland och Tjeckoslovakien.[31]
- 23 februari - Förenade laget vinner den olympiska turneringen i Albertville genom att finalbesegra Kanada med 3-1.[32]
- 14 april - Malmö IF blir svenska herrmästare efter slutspelsvinst över Djurgårdens IF med 3 matcher mot 2.[33]
- 26 april - Världsmästerskapet för damer spelas i Finland och vinns av Kanada före USA och Finland.[34]
- 6 maj - IIHF utökas då Azerbajdzjan.[35], Island[36], Kroatien.[37], Slovenien.[38], Ukraina.[39], och Vitryssland.[40] inträder
- 10 maj - Världsmästerskapet för herrar spelas i Prag och vinns av Sverige före Finland och Tjeckoslovakien.[41]
- 1 juni - Stanley Cup vinns av Pittsburgh Penguins som besegrar Chicago Blackhawks med 4 matcher mot 0 i slutspelet.[42]
- 21 december - Ryssland B vinner Izvestijaturneringen i Sankt Petersburg och Moskva före Tjeckien och Ryssland.[43]
- 30 december - Malmö IF, Sverige vinner Europacupen i Düsseldorf och Duisburg genom att finalslå Dynamo Moskva, Ryssland med 4-3 på straffar.[44]

### Klättring
- 28 juni – Japanska Junko Tabei[45] blir första kvinna att uppnå ”Seven Summits” då hon når toppen av Puncak Jaya.

### Konståkning

#### VM
- Herrar – Viktor Petrenko, Ukraina
- Damer – Kristi Yamaguchi, USA
- Paråkning – Natalia Misjkutienok & Artur Dimitriev, Ryssland
- Isdans – Marina Klimova & Sergej Ponomarenko, Ryssland

#### EM
- Herrar – Petr Barna, Tjeckoslovakien
- Damer – Surya Bonaly, Frankrike
- Paråkning – Natalia Misjkutienok & Artur Dimitriev, Ryssland
- Isdans – Marina Klimova & Sergej Ponomarenko, Ryssland

### Motorsport

#### Enduro
- Jeff Nilsson, Sverige blir Världsmästare i 125cc-klassen, tvåtakt på en KTM.

#### Formel 1
- 8 november - Världsmästare blir Nigel Mansell, Storbritannien.

#### Rally
- 25 november - Carlos Sainz, Spanien vinner rally-VM.

#### Sportvagnsracing
- 20-21 juni - Derek Warwick, Yannick Dalmas och Mark Blundell vinner Le Mans 24-timmars med en Peugeot 905.
- 28 oktober - Derek Warwick och Yannick Dalmas vinner sportvagns-VM.

### Simning
- Vid EM i simning på kort bana uppnås följande svenska resultat:
  - Lagkapp 4 x 50 m frisim, herrar – 1. Sverige
  - Lagkapp 4 x 50 m medley, herrar – 2. Sverige
  - 50 m bröstsim, damer – 1. Louise Karlsson
  - 50 m fjärilsim, damer – 1. Louise Karlsson
  - 100 m individuell medley, damer – 1. Louise Karlsson
  - Lagkapp 4 x 50 m frisim, damer – 2. Sverige
  - Lagkapp 4 x 50 m medley, damer – 2. Sverige

### Skidor, alpint

#### Herrar

##### Världscupen
- Totalsegrare: Paul Accola, Schweiz
- Slalom: Alberto Tomba, Italien
- Storslalom: Alberto Tomba, Italien
- Super G: Paul Accola, Schweiz
- Störtlopp: Franz Heinzer, Schweiz
- Kombination: Paul Accola, Schweiz

##### SM
- - Slalom vinns av Thomas Fogdö, Gällivare SK. Lagtävlingen vinns av Sälens IF.
  - Storslalom vinns av Johan Wallner, Branäs AK. Lagtävlingen vinns av Sundsvalls SLK.
  - Super G vinns av Patrik Järbyn, Åre SLK. Lagtävlingen vinns av Åre SLK.
  - Störtlopp vinns av Niklas Henning, Åre SLK. Lagtävlingen vinns av Åre SLK.

#### Damer

##### Världscupen
- Totalsegrare: Petra Kronberger, Österrike
- Slalom: Vreni Schneider, Schweoz
- Storslalom: Carole Merle, Frankrike
- Super G: Carole Merle, Frankrike
- Störtlopp: Katja Seizinger, Tyskland
- Kombination: Sabine Ginther, Österrike

##### SM
- - Slalom vinns av Pernilla Wiberg, Norrköpings SLK. Lagtävlingen vinns av Östersund-Frösö SLK.
  - Storslalom vinns av Ylva Novén, Östersund-Frösö SLK. Lagtävlingen vinns av Östersund-Frösö SLK.
  - Super G vinns av Pernilla Wiberg, Norrköpings SLK. Lagtävlingen vinns av Östersund-Frösö SLK.
  - Störtlopp vinns av Pernilla Wiberg, Norrköpings SLK. Lagtävlingen vinns av Östersund-Frösö SLK.

### Skidor, nordiska grenar

#### Herrar

##### Världscupen
- 1 Bjørn Dæhlie, Norge
- 2 Vegard Ulvang, Sverige
- 3 Vladimir Smirnov, CIS (tidigare Sovjetunionen)

##### Övrigt
- 1 mars - Jan Ottosson, Åsarna IK vinner Vasaloppet.[46]
- Okänt datum – Sixten Jernbergpriset tilldelades Niklas Johansson, Landsbro IF.

##### SM
- 15 km (K) vinns av Henrik Forsberg, Bergeforsens SK. Lagtävlingen vinns av Åsarnas IK.
- 30 km (K) vinns av Henrik Forsberg, Bergeforsens SK. Lagtävlingen vinns av Åsarnas IK.
- 50 km (F) vinns av Torgny Mogren, Åsarna IK. Lagtävlingen vinns av Åsarnas IK.
- Stafett 3 x 10 km (F) vinns av Åsarnas IK med laget  Jyrki Ponsiluoma, Peter Göransson och Torgny Mogren .

#### Damer

##### Världscupen
- 1 Jelena Välbe, CIS (tidigare Sovjetunionen)
- 2 Stefania Belmondo, Italien
- 3 Ljubov Jegorova, CIS (tidigare Sovjetunionen)

##### SM
- 5 km (K) vinns av Marie-Helene Westin, Hudiksvalls IF. Lagtävlingen vinns av Hudiksvalls IF.
- 10 km (K) vinns av Marie-Helene Westin, Hudiksvalls IF. Lagtävlingen vinns av Hudiksvalls IF.
- 30 km (F) vinns av Marie-Helene Westin, Hudiksvalls IF. Lagtävlingen vinns av Hudiksvalls IF.
- Stafett 3 x 5 km (F) vinns av Hudiksvalls IF med laget  Ann-Marie Karlsson, Carina Görlin och Marie-Helene Westin .

### Skidorientering
- 24 januari-1 februari - Världsmästerskapen avgörs i Pontarlier.[47]

### Skidskytte

#### Herrar

##### VM
- Lagtävling
  - 1 CIS (tidigare Sovjetunionen)– Jevgenij Redkin, Anatolij Idanovitj, Aleksandr Popov & Aleksej Tropnikov
  - 2 Norge – Frode Løberg, Jon Åge Tyldum, Sylfest Glimsdal & Gisle Fenne
  - 3 Estland – Aivo Udras, Urmas Kaldvee, Hillar Zahnka & Kalju Ojaste

- Övriga grenar se Olympiska vinterspelen 1992.

##### Världscupen
- 1 Jon Åge Tyldum, Norge
- 2 Mikael Löfgren, Sverige
- 3 Sylfest Glimsdal, Norge

#### Damer

##### VM
- Lagtävling
  - 1 Tyskland – Petra Bauer, Petra Schaaf, Uschi Disl & Ingera Kesper
  - 2 CIS (tidigare Sovjetunionen)– Jelena Belova, Inna Sjesjikl, Anfissa Resova & Svetlana Petsjerskaja
  - 3 Tjeckoslovakien – Gabriela Suvová, Eva Háková, Jana Kulhavá & Jiřina Adamicková

- Övriga grenar se Olympiska vinterspelen 1992.

##### Världscupen
- 1 Anfissa Resova, Ryssland
- 2 Anne Briand, Frankrike
- 3 Petra Schaaf, Tyskland

### Tennis

#### Herrar

##### Tennisens Grand Slam
- Australiska öppna - Jim Courier, USA
- Franska öppna - Jim Courier, USA
- Wimbledon - Andre Agassi, USA
- US Open - Stefan Edberg, Sverige
- 6 december - Davis Cup: USA finalbesegrar Schweiz med 3-1 i Fort Worth.[48]

#### Damer

##### Tennisens Grand Slam
- Australiska öppna - Monica Seles, Jugoslavien
- Franska öppna - Monica Seles, Jugoslavien
- Wimbledon - Steffi Graf, Tyskland
- US Open - Monica Seles, Jugoslavien
- 19 juli - Tyskland vinner Federation Cup genom att finalbesegra Spanien med 2-1 i Frankfurt am Main.[49]

### Volleyboll
- 7 augusti - Kuba vinner den olympiska damturneringen i Barcelona genom att finalbesegra Förenade laget med 3-1.[50]
- 9 augusti - Brasilien vinner den olympiska herrturneringen i Barcelona genom att finalbesegra Nederländerna med 3-0.[51]

## Evenemang
- Olympiska vinterspelen 1992 äger rum 8 februari - 23 februari i Albertville, Frankrike
- Olympiska sommarspelen 1992 äger rum 25 juli - 9 augusti i Barcelona, Spanien
- VM på cykel anordnas i Benidorm,  Spanien
- VM i curling för damer anordnas i Garmisch-Partenkirchen, Tyskland
- VM i curling för herrar anordnas i Garmisch-Partenkirchen, Tyskland
- VM i ishockey anordnas i Prag  och Bratislava, Tjeckoslovakien
- VM i konståkning anordnas i Oakland, USA
- VM i skidskytte anordnas i Novosibirsk, Ryssland
- EM i bordtennis anordnas i Stuttgart, Tyskland
- EM i friidrott inomhus arrangeras i Genua, Italien
- EM i konståkning anordnas i Lausanne, Schweiz
- EM i simning på kort bana anordnas i Esbo, Finland

## Födda
- 1 januari – Jack Wilshere, engelsk fotbollsspelare.
- 19 januari – Nicklas Bärkroth, svensk fotbollsspelare.
- 7 februari – Jose Baxter, engelsk fotbollsspelare.
- 16 maj – Kaleigh Gilchrist, amerikansk vattenpolospelare.
- 30 maj – Harrison Barnes, amerikansk basketspelare.
- 7 juni – Alípio Duarte Brandão, brasiliansk fotbollsspelare.
- 15 juni – Mohamed Salah, egyptisk fotbollsspelare.
- 27 juni – Marko Mitrovic, svensk fotbollsspelare.
- 18 juli – Thanasis Antetokounmpo, grekisk-nigeriansk basketspelare.
- 26 oktober – Joseph Cramarossa, kanadensisk ishockeyspelare.
- 1 december – Gary Payton II, amerikansk basketspelare.

## Avlidna
- 3 mars – Lella Lombardi, 50, italiensk racerförare.
- 18 mars – Jack Kelsey, 62, walesisk fotbollsspelare.
- 7 juli – Josy Barthel, 65, luxemburgsk friidrottare.
- 4 oktober – Denny Hulme, 56, nyzeeländsk racerförare.
- 14 november – Ernst Happel, 66, österrikisk fotbollsspelare och –ledare.

### Fotnoter
1. ↑  Erik Jonsson (14 mars 1992). ”1990–1999”. Svenska Bandyförbundet. Arkiverad från originalet den 17 mars 2020. https://web.archive.org/web/20200317214705/https://www.svenskbandy.se/BANDYFINALEN/HISTORIK/Svenskamastare/Damer/1990-1999. Läst 18 mars 2020.
2. ↑  Erik Jonsson (15 mars 1992). ”1990–1999”. Svenska Bandyförbundet. https://www.svenskbandy.se/BANDYFINALEN/HISTORIK/Svenskamastare/Herrar/1990-1999/. Läst 18 mars 2020.
3. ↑  Jimmy Andersson. ”Slutspelet 1991/92”. Jimbo Bandy. Arkiverad från originalet den 24 maj 2012. https://archive.is/20120524220816/http://www.jimbobandy.nu/90-tal/92_slut.html. Läst 20 augusti 2011.
4. ↑  ”FIB History” (på engelska). International Bandy Federation. https://www.worldbandy.com/about-fib/. Läst 21 augusti 2011.
5. ↑  ”1992 World Series” (på engelska). Baseball-Reference.com. http://www.baseball-reference.com/postseason/1992_WS.shtml. Läst 25 juni 2015.
6. ↑  ”Basketball Reference”. http://www.basketball-reference.com/leagues/NBA_1992_games.html. Läst 25 augusti 2011.
7. ↑  ”Sport Statistics”. Arkiverad från originalet den 25 maj 2012. https://web.archive.org/web/20120525161633/http://www.todor66.com/basketball/Olympic/Women_1992.html. Läst 23 augusti 2011.
8. ↑  ”Sport Statistics”. Arkiverad från originalet den 25 maj 2012. https://web.archive.org/web/20120525125948/http://www.todor66.com/basketball/Olympic/Men_1992.html. Läst 23 augusti 2011.
9. ↑  ”African Nations Cup 1992”. http://www.rsssf.com/tables/92a.html. Läst 16 augusti 2011.
10. ↑  ”Ukraine - List of International Matches” (på engelska). RSSSF. http://www.rsssf.com/tableso/oekr-intres.html. Läst 20 augusti 2011.
11. 1 2 3  >”European Competitions 1991-92” (på engelska). RSSSF. http://www.rsssf.com/ec/ec199192.html. Läst 16 augusti 2011.
12. ↑  ”England FA Challenge Cup 1991-1992” (på engelska). RSSSF. http://www.rsssf.com/tablese/engcup1992.html. Läst 19 augusti 2012.
13. ↑  ”European Championship 1992” (på engelska). RSSSF. http://www.rsssf.com/tables/92e.html. Läst 12 augusti 2011.
14. ↑  ”Belarus - List of International Matches” (på engelska). RSSSF. http://www.rsssf.com/tablesw/witr-intres.html. Läst 20 augusti 2011.
15. ↑  ”Belarus - Details of International Matches” (på engelska). RSSSF. http://www.rsssf.com/tablesw/witr-intres-det.html. Läst 20 augusti 2011.
16. ↑  ”Games of the XXIV. Olympiad” (på engelska). RSSSF. http://www.rsssf.com/tableso/ol1988f.html. Läst 16 augusti 2011.
17. ↑  ”Asian Nations Cup 1992” (på engelska). RSSSF. Arkiverad från originalet den 3 mars 2016. https://web.archive.org/web/20160303205830/http://www.rsssf.com/tables/92asch.html. Läst 16 augusti 2011.
18. ↑  Jimmy Lindahl (11 juni 2005). ”Svenska cupen för damer”. Bolletinen. http://www.bolletinen.se/sfs/pdf/stat_d_lanslag_19981_2005_sv_cup_damer.pdf. Läst 21 augusti 2012.
19. ↑  Benyo, Richard; Henderson, Joe (2002) ”B: BAA to Bush, George W.” Running Encyclopedia: The Ultimate Source for Today's RunnerChampaign, Illinois: Human Kineticssid. 34ISBN 9780736037341 http://books.google.com/books?id=Kqc1SkRr9UwC&printsec=frontcover&source=gbs_atb#v=onepage&q&f=false
20. ↑  ”1990” (på portugisiska). Sylvesterloppet. Arkiverad från originalet den 1 mars 2014. https://web.archive.org/web/20140301032551/http://www.saosilvestre.com.br/1990. Läst 19 augusti 2012.
21. ↑  ”Boston Marathon”. Arkiverad från originalet den 27 april 2015. https://web.archive.org/web/20150427035419/http://www.baa.org/races/boston-marathon/boston-marathon-history/past-champions/past-mens-open-champions.aspx. Läst 9 april 2011.
22. ↑  ”Boston Marathon”. Arkiverad från originalet den 7 mars 2012. https://web.archive.org/web/20120307073943/http://www.baa.org/races/boston-marathon/boston-marathon-history/past-champions/past-womens-open-champions.aspx. Läst 9 april 2011.
23. ↑  ”Men Handball World Cup 1992 Sweden - 14-19.01 Winner Sweden” (på engelska). Sport Statistics. Arkiverad från originalet den 24 augusti 2011. https://web.archive.org/web/20110824170559/http://www.todor66.com/handball/World_Cup/Men_1992.html. Läst 26 augusti 2012.
24. ↑  ”Sport Statistics”. Arkiverad från originalet den 24 augusti 2011. https://web.archive.org/web/20110824170356/http://www.todor66.com/handball/Olympic/Men_1992.html. Läst 23 augusti 2011.
25. ↑  ”Sport Statistics”. Arkiverad från originalet den 17 september 2012. https://web.archive.org/web/20120917024231/http://www.todor66.com/handball/Olympic/Women_1992.html. Läst 23 augusti 2011.
26. ↑  ”Landskamper A-menn” (på norska). Norges Bandyforbund. http://www.innebandy.no/statistikk/herralle.asp. Läst 20 augusti 2011.
27. ↑  ”SM slutspel herrar 1991/92”. Svenska Innebandyförbundet. Arkiverad från originalet den 15 december 2011. https://web.archive.org/web/20111215203552/http://www.innebandy.se/sv/StatistikHistorik/Statistik-och-rekord-herrar-elit/SM-slutspel-genom-tiderna-herrar1/199192/. Läst 22 augusti 2011.
28. 1 2  ”Datum i innebandyhistorien”. Svenska Innebandyförbundet. Arkiverad från originalet den 15 maj 2021. https://web.archive.org/web/20210515132333/https://epiadmin.innebandy.se/sv/StatistikHistorik/Datum-i-innebandyhistorien/. Läst 22 augusti 2011.
29. ↑  ”Landskamper A-kvinner” (på norska). Norges Bandyforbund. http://www.innebandy.no/statistikk/damealle.asp. Läst 20 augusti 2011.
30. ↑  ”Championnat du monde 1992 des moins de 20 ans” (på franska). Hockeyarchives. 4 januari 1992. https://www.hockeyarchives.info/U-20_1992.htm. Läst 9 september 2012.
31. ↑  ”Matches internationaux 1991/92” (på franska). Hockey Archives. 2 februari 1992. https://www.hockeyarchives.info/inter1992.htm. Läst 20 augusti 2012.
32. ↑  ”Jeux Olympiques d'Albertville 1992”. Hockey Archives. 23 februari 1992. https://www.hockeyarchives.info/JO1992.htm. Läst 15 augusti 2011.
33. ↑  ”Championnat de Suède 1991/92”. Hockey Archives. 14 april 1992. https://www.hockeyarchives.info/Suede1992.htm. Läst 15 augusti 2011.
34. ↑  ”Championnats du monde féminins 1992”. Hockey Archives. 26 april 1992. https://www.hockeyarchives.info/mondefem1992.htm. Läst 15 augusti 2011.
35. ↑  ”Azerbaijan” (på engelska). International Ice Hockey Federation. 6 maj 1992. https://www.iihf.com/en/associations/327/azerbaijan. Läst 21 augusti 2011.
36. ↑  ”Iceland” (på engelska). International Ice Hockey Federation. 6 maj 1992. https://www.iihf.com/en/associations/350/iceland. Läst 21 augusti 2011.
37. ↑  ”Croatia” (på engelska). International Ice Hockey Federation. 6 maj 1992. https://www.iihf.com/en/associations/336/croatia. Läst 21 augusti 2011.
38. ↑  ”Slovenia” (på engelska). International Ice Hockey Federation. 6 maj 1992. https://www.iihf.com/en/associations/1366/slovenia. Läst 21 augusti 2011.
39. ↑  ”Ukraine” (på engelska). International Ice Hockey Federation. 6 maj 1992. https://www.iihf.com/en/associations/1374/ukraine. Läst 21 augusti 2011.
40. ↑  ”Belarus” (på engelska). International Ice Hockey Federation. 6 maj 1992. https://www.iihf.com/en/associations/328/belarus. Läst 21 augusti 2011.
41. ↑  ”Championnats du monde 1992” (på franska). Hockey Archives. 10 maj 1992. https://www.hockeyarchives.info/mondial1992.htm. Läst 15 augusti 2011.
42. ↑  ”NHL 1991/92” (på franska). Hockey Archives. https://www.hockeyarchives.info/NHL1992.htm. Läst 23 mars 2020.
43. ↑  ”Matches internationaux 1992/93” (på franska). Hockey Archives. 21 december 1992. https://www.hockeyarchives.info/inter1993.htm. Läst 20 augusti 2012.
44. ↑  ”Coupe d'Europe des clubs champions 1992/93” (på franska). Hockey Archives. 30 december 1992. https://www.hockeyarchives.info/Europe1993.htm. Läst 9 september 2012.
45. ↑   Junko Tabei, guinnessworldrecords.com (läst 14 apr 2024)
46. ↑  ”Historiska segrare”. Vasaloppet. Arkiverad från originalet den 22 mars 2020. https://web.archive.org/web/20200322121012/https://www.vasaloppet.se/wp-content/uploads/sites/1/2019/09/historiska_segrare_vasaloppet_sve_2019-09-18.pdf. Läst 5 september 2011.
47. ↑  ”World Ski Orienteering Championships 1992” (på engelska). http://orienteering.org/events/?event_id=122. Läst 9 september 2012.
48. ↑  ”Davis Cup”. http://www.daviscup.com/en/results/tie/details.aspx?tieId=10005452. Läst 20 augusti 2011.
49. ↑  ”Fed Cup”. Arkiverad från originalet den 28 augusti 2011. https://web.archive.org/web/20110828175021/http://www.fedcup.com/en/results/tie/details.aspx?tieId=20004757. Läst 21 augusti 2011.
50. ↑  ”Sport Statistics”. Arkiverad från originalet den 1 maj 2011. https://web.archive.org/web/20110501223713/http://www.todor66.com/volleyball/Olympics/Men_1992.html. Läst 24 augusti 2011.
51. ↑  ”Sport Statistics”. Arkiverad från originalet den 26 juni 2015. https://web.archive.org/web/20150626223626/http://todor66.com/volleyball/Olympics/Women_1992.html. Läst 24 augusti 2011.